# ويليام لويس بيتي
ويليام لويس بيتي (بالإنجليزية: William Louis Beatty)‏ هو قاضي ومحامي أمريكي، ولد في 4 سبتمبر 1925 في ميندوتا في الولايات المتحدة، وتوفي في 22 يوليو 2001 في إدوردسفيل في الولايات المتحدة.